# Giuseppe Mascheroni
Giuseppe Mascheroni (Villanterio, 6 giugno 1954) è un ex calciatore italiano, di ruolo difensore.

## Carriera
Ha totalizzato 105 presenze (e una rete) in Serie B con le maglie di Triestina e L.R. Vicenza.

## Palmarès

### Club

#### Competizioni nazionali
- Campionato italiano Serie C1: 1

Triestina: 1982-1983 (girone A)
- Campionato italiano Serie D: 1

Sant'Angelo: 1973-1974 (girone B)

#### Competizioni internazionali
- Coppa Anglo-Italiana: 1

Triestina: 1980